# Chiến tranh giải phóng Bangladesh
Chiến tranh giải phóng Bangladesh (tiếng Bengal: মুক্তিযুদ্ধ Muktijuddho) diễn ra tại Nam Á vào năm 1971, dẫn đến việc thành lập nước Cộng hòa Bangladesh. Chiến tranh là cuộc đọ sức của Đông Pakistan (sau đó Ấn Độ tham dự) chống lại Tây Pakistan, và kéo dài trong chín tháng. Trong chiến tranh, diễn ra các hành động tàn bạo quy mô lớn, khiến 10 triệu người phải đi tị nạn và 30 triệu người phải chuyển chỗ.
Chiến tranh bùng nổ vào ngày 26 tháng 3 năm 1971, khi Quân đội Pakistan phát động một chiến dịch quân sự nhằm chống lại những người Bengal yêu cầu chính phủ quân sự Pakistan chấp thuận kết quả của cuộc tổng tuyển cử dân chủ đầu tiên tại Pakistan, mà theo đó một đảng miền đông giành được chiến thắng. Phản ứng lại với chiến dịch, các chính trị gia và sĩ quan quân sự người Bengal tuyên bố nền độc lập của Bangladesh. Các lực lượng quân sự, bán quân sự, dân sự người Bengal hợp thành Mukti Bahini, tiến hành chiến tranh du kích chống lại lực lượng Pakistan. Chính phủ Bangladesh lưu vong được thành lập tại thành phố Calcutta của Ấn Độ.
Sau khi Pakistan tiến hành oanh tạc miền Bắc Ấn Độ, vào ngày 3 tháng 12 năm 1971, Ấn Độ tham dự vào chiến tranh. Do phải đương đầu với cả hai mặt trận chiến tranh, các công sự của Pakistan nhanh chóng sụp đổ. Ngày 16 tháng 12, Liên quân Bangladesh và Ấn Độ đánh bại quân Pakistan tại phía đông. Sự kiện Pakistan đầu hàng dẫn đến kết quả là một lượng tù binh chiến tranh lớn nhất kể từ Chiến tranh thế giới thứ hai.

## Bối cảnh
Vào tháng 8 năm 1947, hai quốc gia Pakistan và Ấn Độ chính thức thành lập. Quốc gia tự trị Pakistan gồm hai khu vực riêng biệt về địa lý và văn hóa ở phía đông và phía tây, cách biệt qua Ấn Độ. Khu vực phía tây được gọi phổ biến là Tây Pakistan còn khu vực phía đông (nay là Bangladesh) ban đầu được gọi là Đông Bengal và sau được gọi là Đông Pakistan. Mặc dù dân số của hai khu vực gần như ngang bằng, song quyền lực chính trị tập trung tại Tây Pakistan và có nhận thức rộng rãi rằng Đông Pakistan bị lợi dụng về mặt kinh tế, gây nên nhiều bất bình. Việc quản lý hai lãnh thổ không liền kề cũng được xem là một thách thức. Một chính đảng Đông Pakistan (Liên minh Awami) giành thắng lợi trong tổng tuyển cử năm 1970, song giới cầm quyền tại Tây Pakistan từ chối trao lại quyền lực, làm gia tăng bất mãn chính trị và chủ nghĩa dân tộc văn hóa tại Đông Pakistan, lực lượng của giới cầm quyền dùng vũ lực đàn áp.
Hành động trấn áp mang tính bạo lực của Quân đội Pakistan khiến thủ lĩnh của Liên minh Awami là Sheikh Mujibur Rahman tuyên bố Đông Pakistan độc lập với tên gọi Bangladesh vào ngày 26 tháng 3 năm 1971. Tổng thống Pakistan Agha Mohammed Yahya ra lệnh cho Quân đội Pakistan khôi phục quyền lực của chính phủ trung ương, nội chiến bắt đầu. Chiến tranh dẫn đến dòng người đi tị nạn (ước tính khoảng 10 triệu) tràn vào miền Đông Ấn Độ.

### Tranh luận ngôn ngữ

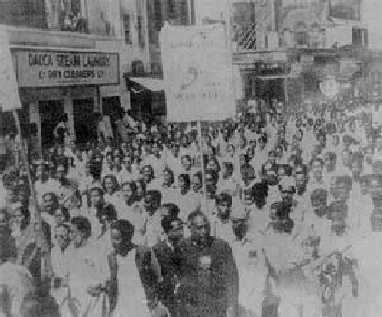
Diễu hành vào ngày 21 tháng 2 năm 1952 tại Dacca.

Năm 1948, Toàn quyền Pakistan đầu tiên là Mohammad Ali Jinnah tuyên bố tại Dacca rằng "Urdu, và chỉ có Urdu" sẽ là ngôn ngữ chung của toàn Pakistan. Điều này gây tranh luận cao độ, do tiếng Urdu chỉ là ngôn ngữ của người Muhajir (ở phía tây) và người Bihar (ở phía đông), mặc dù tiếng Urdu được các lãnh đạo chính trị và tôn giáo xúc tiến để trở thành ngôn ngữ chung của người Hồi giáo tại Ấn Độ. Ngôn ngữ được cho là một yếu tố quan trọng đối với văn hóa Hồi giáo của người Hồi giáo Ấn Độ; tiếng Hindi và chữ Devanagari thì được nhìn nhận là nền tảng của văn hóa Ấn Độ giáo. Đa số người phía tây của Quốc gia tự trị Pakistan nói tiếng Punjab, trong khi tiếng Bengal là ngôn ngữ của đại đa số người Đông Bengal (từ năm 1956 là Đông Pakistan). Tranh luận về ngôn ngữ cuối cùng lên đến đỉnh điểm khi Đông Bengal nổi dậy trong khi những nơi khác tại Pakistan vẫn yên ổn mặc dù tiếng Punjab là ngôn ngữ của đa số cư dân phía tây. Một số sinh viên và thường dân thiệt mạng trong một cuộc trấn áp của cảnh sát vào ngày 21 tháng 2 năm 1952. Tại Bangladesh và Tây Bengal, ngày này được kỷ niệm với tên gọi Ngày Liệt sĩ ngôn ngữ. Đến năm 1999, nhằm kỷ niệm sự kiện năm 1952, UNESCO tuyên bố ngày 21 tháng 2 là ngày Ngôn ngữ mẹ đẻ quốc tế.

### Chênh lệch
Mặc dù Đông Pakistan có dân số đông hơn, song Tây Pakistan chiếm ưu thế trong chính trị quốc gia và nhận được ngân sách lớn hơn.
| Năm | Chi tiêu tại Tây Pakistan (triệu rupee Pakistans) | Chi tiêu tại Đông Pakistan (triệu rupee Pakistan) | Tỷ lệ của Đông so với Tây |
| --- | ------------------------------------------------- | ------------------------------------------------- | ------------------------- |
| 1950–55 | 11.290                                            | 5.240                                             | 46,4                      |
| 1955–60 | 16.550                                            | 5.240                                             | 31,7                      |
| 1960–65 | 33.550                                            | 14.040                                            | 41,8                      |
| 1965–70 | 51.950                                            | 21.410                                            | 41,2                      |
| Tổng | 113.340                                           | 45.930                                            | 40,5                      |
| Nguồn: Reports of the Advisory Panels for the Fourth Five Year Plan 1970–75, Vol. I, Ủy ban kế hoạch hóa của Pakistan xuất bản. |                                                   |                                                   |                           |

Người Bengal không có đại diện đầy đủ trong Quân đội Pakistan, các sĩ quan có nguồn gốc Bengal trong quân đội chỉ chiếm 5% vào năm 1965; trong số đó chỉ có một số là nắm giữ các chức vụ chỉ huy, và đa số nắm giữ các chức vụ kỹ thuật hoặc quản trị. Người Tây Pakistan cho rằng người Bengal không dũng cảm như người Pashtun và người Punjab; quan điểm "các Chủng tộc thượng võ" bị người Bengal cho là lố bịch và sỉ nhục. Hơn nữa, mặc dù chi tiêu quốc phòng ở mức lớn, song Đông Pakistan không nhận được lợi ích, như các hợp đồng, mua sắm và các công việc hỗ trợ quân sự. Chiến tranh Ấn Độ-Pakistan 1965 về vấn đề Kashmir cũng khiến người Bengal bừng tỉnh về cảm giác bất an quân sự, do họ chỉ có một sư đoàn bộ binh không đủ mạnh và 15 chiến đấu cơ, không có xe tăng để có thể ngăn chặn bất kỳ vụ trả đũa nào của Ấn Độ trong xung đột.

### Khác biệt chính trị
Mặc dù Đông Pakistan chiếm đa số ở mức thấp trong dân số quốc gia, song quyền lực chính trị vẫn nằm trong tay người Tây Pakistan. Do một hệ thống đại diện chỉ dựa theo dân số sẽ khiến tập trung quyền lực chính trị tại Đông Pakistan, người Tây Pakistan đưa ra kế hoạch "Một đơn vị" mà theo đó toàn bộ Tây Pakistan được xem là một tỉnh. Sau vụ ám sát thủ tướng đầu tiên của Pakistan là Liaquat Ali Khan vào năm 1951, quyền lực chính trị bắt đầu được trao cho Tổng thống Pakistan, và cuối cùng là giới quân sự.
Người Đông Pakistan nhận thấy rằng thế lực Tây Pakistan sẽ nhanh chóng hạ bệ bất kỳ Thủ tướng Pakistan đắc cử nào là người Đông Pakistan, như Khawaja Nazimuddin, Muhammad Ali Bogra, hay Huseyn Shaheed Suhrawardy. Sự ngờ vực của họ càng bị ảnh hưởng do chế độ độc tài quân sự của Ayub Khan (1958– 1969) và Yahya Khan (1969–1971), cả hai đều là người Tây Pakistan. Tình hình lên đến đỉnh điểm vào năm 1970, khi chính đảng Đông Pakistan lớn nhất là Liên minh Awami giành chiến thắng trong tổng tuyển cử quốc gia. Chính đảng này giành được 167 trong số 169 ghế phân cho Đông Pakistan, và do đó chiếm đa số trong số 313 ghế trong Quốc hội. Theo hiến pháp, điều này cho phép Liên minh Awami quyền thành lập một chính phủ. Tuy nhiên, lãnh đạo của Đảng Nhân dân Pakistan là Zulfikar Ali Bhutto (một người Sindh) từ chối cho lãnh đạo của Liên minh Awami là Sheikh Mujibur Rahman trở thành Thủ tướng Pakistan. Thay vào đó, người này đề xuất ý tưởng về việc có hai thủ tướng, mỗi người quản lý một phần. Đề xuất này gây phẫn nộ tại phía đông, vốn đã tức giận trước "một đơn vị". Zulfikar Ali Bhutto cũng từ chối chấp thuận đề xuất Sáu điểm của Sheikh Mujibur Rahman. Ngày 3 tháng 3 năm 1971, hai nhà lãnh đạo của hai phần cùng với Tổng thống Yahya Khan họp tại Dacca để quyết định vận mệnh của quốc gia. Sau khi các cuộc thương thảo không đem lại kết quả khả quan, Sheikh Mujibur Rahman kêu gọi một cuộc đình công toàn quốc. Zulfikar Ali Bhutto lo sợ xảy ra một cuộc nội chiến nên cử Mubashir Hassan thương thảo. Một thông điệp được truyền đi và Sheikh Mujibur Rahman quyết định gặp Zulfikar Ali Bhutto. Cả hai chấp thuận về việc hình thành một chính phủ liên minh với thủ tướng là Sheikh Mujibur Rahman và tổng thống là Zulfikar Ali Bhutto. Tuy nhiên, quân đội không biết về những tiến triển này, và Zulfikar Ali Bhutto gia tăng áp lực với Sheikh Mujibur Rahman để đạt được một quyết định.
Ngày 7 tháng 3 năm 1971, Sheikh Mujibur Rahman phát biểu tại Racecourse Ground (nay gọi là Suhrawardy Udyan). Trong bài phát biểu này ông đề cập đến một điều kiện bốn điểm để xem xét tại kỳ họp Quốc hội vào ngày 25 tháng 3:
- Ngay lập tức bãi bỏ thiết quân luật.
- Rút ngay lập tức toàn bộ nhân viên quân sự về doanh trại của họ.
- Một cuộc điều tra về thiệt hại sinh mạng.
- Chuyển giao ngay lập tức quyền lực cho các đại diện được bầu của nhân dân trước kỳ họp quốc hội ngày 25 tháng 3.

### Phản ứng với Cơn Bão Bhola (1970)
Cơn bão Bhola 1970 đổ bộ vào bờ biển Đông Pakistan trong tối ngày 12 tháng 11, đồng thời với thủy triều cao tại địa phương, ước tính khiến 300.000 đến 500.000 người thiệt mạng. Mặc dù không rõ về tổng thiệt hại về nhân mạng, song nó được cho là cơn bão nhiệt đới chí tử theo các ghi chép. Một tuần sau khi cơn bão Bhola đổ bộ, Tổng thống Yahya Khan thừa nhận rằng chính phủ của ông đã "sơ suất" và "sai lầm" trong việc điều khiển các nỗ lực cứu trợ do thiếu hiểu biết về mức độ của thiên tai.
Mười ngày sau khi cơn bão Bhola đổ bộ, 11 lãnh đạo chính trị tại Đông Pakistan phát hành một bản tuyên bố, trong đó buộc tội chính phủ "xao lãng, vô tình và hoàn toàn lãnh đạm". Họ cũng cáo buộc tổng thống làm giảm tầm quan trọng của vấn đề trong tin tức tường thuật. Ngày 19 tháng 11, các sinh viên tổ chức tuần hành tại Dacca để phản đối việc chính phủ phản ứng chậm.
Do xung đột giữa Đông và Tây Pakistan mở rộng trong tháng 3, các văn phòng tại Dacca của hai tổ chức chính phủ trực tiếp tham gia vào nỗ lực cứu trợ bị đóng cửa trong ít nhất hai tuần, đầu tiên là do tổng đình công và sau đó là lệnh cấm của Liên minh Awami. Do căng thẳng gia tăng, các nhân viên ngoại quốc được rút đi do lo ngại về bạo lực. Công tác cứu trợ vẫn tiếp tục, song các kế hoạch dài hạn bị rút ngắn.

### Chiến dịch Đèn pha rọi
Quân đội Pakistan tiến hành một cuộc bình định bằng quân sự có kế hoạch, đặt hiệu là Chiến dịch Đèn pha rọi, bắt đầu vào ngày 25 tháng 3 nhằm kiềm chế phong trào dân tộc chủ nghĩa Bengal nắm quyền kiểm soát các thành phố lớn vào ngày 26 tháng 3, và sau đó tiêu trừ toàn bộ thế lực đối lập về chính trị hay quân sự, trong vòng một tháng. Trước khi bắt đầu chiến dịch, toàn bộ ký giả ngoại quốc bị trục xuất có hệ thống khỏi Đông Pakistan.
Giai đoạn chính của Chiến dịch Đèn pha rọi kết thúc khi thành thị lớn cuối cùng trong tay người Bengal thất thủ vào trung tuần tháng 5. Chiến dịch cũng khởi đầu cho các hành động tàn bạo, với những vụ giết người có hệ thống khiến người Bengal hết sức tức giận. Truyền thông quốc tế và các sách tham khảo bằng tiếng Anh công bố số liệu thương vong khác biệt rất lớn, từ 5.000 đến 35.000 tại Dacca, và 200.000–3.000.000 tại Bangladesh.
Sheikh Mujibur Rahman bị Quân đội Pakistan bắt giữ. Yahya Khan bổ nhiệm Rahimuddin Khan chủ tọa một phiên tòa đặc biệt để truy tố Sheikh Mujibur Rahman với nhiều tội danh. Kết án của tòa chưa từng được công khai, song dù sao Yahya Khan cũng đình chỉ phán quyết. Các lãnh đạo khác của Liên minh Awami cũng bị bắt giữ, trong khi một vài người chạy khỏi Dacca để tránh bị bắt. Yahya Khan ban hành lệnh cấm đối với Liên minh Awami.
Một lãnh đạo của Awami là M A Hannan được thuật là người đầu tiên công bố tuyên bố độc lập trên sóng phát thanh vào ngày 26 tháng 3 năm 1971. Ngày 26 tháng 3 năm 1971 được xem là Ngày Độc lập chính thức của Bangladesh, và tên gọi Bangladesh có hiệu lực kể từ đó. Tháng 7 năm 1971, Thủ tướng Ấn Độ Indira Gandhi công khai gọi Đông Pakistan cũ là Bangladesh.

## Chiến tranh giải phóng

### Tháng 3-tháng 6
Đầu tiên, sự kháng cự là tự phát và thiếu tổ chức, và không được dự kiến sẽ kéo dài. Tuy nhiên, khi Quân đội Pakistan đàn áp dân cư, kháng cự gia tăng. Quân đội giải phóng (Mukti Bahini) trở nên tích cực hơn. Quân đội Pakistan tìm cách để dẹp yên họ, song ngày càng nhiều binh sĩ người Bengal đào thoát sang "quân đội Bangladesh" hoạt động ngầm. Các đơn vị của người Bengal này dần sáp nhập vào Mukti Bahini và được giúp đỡ về vũ khí từ Ấn Độ. Pakistan phản ứng bằng việc không vận hai sư đoàn bộ binh và tái cấu trúc lực lượng của họ. Họ cũng xây dựng các lực lượng bán quân sự Razakar, Al-Badr và Al-Sham, cũng như những người Bengal khác phản đối độc lập, và người Hồi giáo Bihar định cư từ khi phân chia.
Ngày 17 tháng 4 năm 1971, một chính phủ lâm thời được thành lập ở huyện Meherpur phía Tây Bangladesh, gần biên giới với Ấn Độ. Sheikh Mujibur Rahman được cử làm Tổng thống mặc dù ông đang bị Pakistan giam giữ, Syed Nazrul Islam làm quyền Tổng thống, Tajuddin Ahmed làm Thủ Tướng, và Muhammad Ataul Ghani Osmani làm Tổng tư lệnh các lực lượng vũ trang Bangladesh. Do giao tranh giữa Quân đội Pakistan và Mukti Bahini tăng lên, ước tính có khoảng 10 triệu người Bengal tìm cách tị nạn tại các bang Assam và Tây Bengal của Ấn Độ.

### Tháng 6-tháng 9

11 quân khu

Tướng Muhammad Ataul Ghani Osmani có quan điểm khác biệt với giới lãnh đạo của Ấn Độ đối với vai trò của Mukti Bahini trong xung đột. Giới lãnh đạo Ấn Độ ban đầu cho rằng lực lượng Bengal nên được huấn luyện thành một nhóm du kích tinh nhuệ quy mô nhỏ gồm 8.000 thành viên, dẫn đầu là các binh sĩ của trung đoàn Đông Bengal còn sống hoạt động trong các chi bộ nhỏ quanh Bangladesh để tạo thuận tiện cho sự can thiệp cuối cùng của Ấn Độ, song chính phủ Bangladesh lưu vong và Tướng Ataul Ghani Osmani thì ủng hộ chiến lược sau:
- Lực lượng Bengal quy ước sẽ chiếm giữ các khu vực công sự bên trong Bangladesh và sau đó chính phủ Bangladesh sẽ thỉnh cầu công nhận ngoại giao và can thiệp từ quốc tế. Ban đầu, Mymensingh được lựa chọn để tiến hành chiến dịch này, song Osmani sau đó quyết định chọn Sylhet.
- Gửi tối đa số du kích vào trong Bangladesh nhanh nhất có thể với các mục tiêu sau:[49][50]
  - Tăng thương vong cho Pakistan bằng cách đột kích và phục kích.
  - Làm tê liệt hoạt động kinh tế bằng cách đánh các nhà máy điện, đường sắt, kho lưu trữ và mạng lưới truyền thông.
  - Tiêu trừ khả năng di động của quân Pakistan bằng cách cho nổ cầu cống, kho nhiên liệu, xe lửa và tàu thủy.
  - Mục tiêu chiến lược là khiến cho quân Pakistan dàn trải lực lượng của họ trong tỉnh, để có thể tiến hành tiến công tại các phân đội Pakistan nằm cô lập.

Bangladesh được chia thành 11 quân khu vào tháng 7, mỗi quân khu có một sĩ quan chỉ huy được lựa chọn từ các sĩ quan đào ngũ từ quân Pakistan sang Mukti Bahini để chỉ huy các hoạt động du kích và huấn luyện chiến sĩ. Hầu hết các trại huấn luyện của họ nằm gần khu vực biên giới và hoạt động với sự trợ giúp từ Ấn Độ. Quân khu 10 nằm dưới quyền chỉ huy trực tiếp của Tổng tư lệnh M. A. G. Osmani và gồm có cả đặc công hải quân cùng lực lượng đặc biệt. Ba lữ đoàn (11 tiểu đoàn) được kiến thiết cho chiến tranh quy ước; một lực lượng du kích lớn được đào tạo.
Ba lữ đoàn (8 tiểu đoàn bộ binh và 3 tiểu đoàn pháo binh) được đưa vào chiến đấu từ tháng 7 đến tháng 9. Trong tháng 6-tháng 7, Mukti Bahini tái tập hợp ở bên kia biên giới với sự hỗ trợ của Ấn Độ thông qua Chiến dịch Jackpot và bắt đầu đưa 2000 – 5000 quân du kích qua biên giới, được gọi là cuộc Tấn công Gió mùa, song không đạt được mục tiêu của mình. Quân chính quy Bengal cũng tấn công tại Mymensingh, Comilla và Sylhet, song kết quả là khác nhau. Nhà cầm quyền Pakistan kết luận rằng họ đã ngăn chặn thành công Chiến dịch Gió mùa, một quan sát gần chính xác.
Các chiến dịch du kích giảm bớt trong giai đoạn đào tạo, song tăng tốc sau tháng 8. Các mục tiêu kinh tế và quân sự tại Dacca bị tiến công. Trong Chiến dịch Jackpot, đặc công hải quân Bengal đặt mìn và cho nổ tung các tàu bỏ neo tại Chittagong, Mongla, Narayanganj và Chandpur vào ngày 15 tháng 8 năm 1971.

### Tháng 10-tháng 12
Lực lượng quy ước Bangladesh tiến công các đồn biên giới, như tại Kamalpur, Belonia và Boyra. Các vụ du kích tấn công tăng cao, cùng xu hướng với các hành động trả đũa nhắm vào thường dân của quân Pakistan và Razakar. Quân Pakistan được tăng cường với tám tiểu đoàn từ Tây Pakistan. Binh sĩ Bangladesh thậm chí còn từng tạm chiếm các sân bay tại Lalmonirhat và Shalutikar.

## Ấn Độ tham dự
Cảnh giác với sự tham dự ngày càng lớn của Ấn Độ, vào ngày 3 tháng 12 năm 1971, Không quân Pakistan tiến hành Chiến dịch Thành Cát Tư Hãn nhằm tấn công phủ đầu các căn cứ của Không quân Ấn Độ. Cuộc tấn công được mô phỏng theo Chiến dịch Tiêu điểm của Không quân Israel trong Chiến tranh Sáu ngày, và mục tiêu là vô hiệu hóa các máy bay của Không quân Ấn Độ trên mặt đất. Ấn Độ nhìn nhận cuộc tấn công là hành động gây hấn vô cớ, đánh dấu sự khởi đầu của Chiến tranh Ấn Độ-Pakistan 1971.
Phản ứng với cuộc tấn công, cả Ấn Độ và Pakistan đều chính thức thừa nhận "sự tồn tại một tình trạng chiến tranh giữa hai quốc gia", song không chính phủ nào tuyên chiến chính thức.
Ba quân đoàn của Ấn Độ tham gia vào chiến tranh giải phóng Đông Pakistan. Họ nhận được hỗ trợ từ ba lữ đoàn lân cận của Mukti Bahini. Cuộc chiến trở nên quá sức đối với Lục quân chỉ có ba sư đoàn của Pakistan. Người Ấn Độ nhanh chóng tràn qua Bangladesh, giao chiến có chọn lựa hoặc bỏ qua các đồn lũy được phòng thủ kiên cố. Lực lượng Pakistan không thể đánh chặn có hiệu quả cuộc phản công của Ấn Độ, do họ được dàn thành các đơn vị nhỏ quanh biên giới để đánh chặn các cuộc tấn công du kích của Mukti Bahini. Không thể phòng thủ Dacca, Pakistan đầu hàng vào ngày 16 tháng 12 năm 1971.

## Đầu hàng và hậu quả
Ngày 16 tháng 12 năm 1971, Trung tướng Amir Abdullah Khan Niazi, sĩ quan chỉ huy của lực lượng Lục quân Pakistan đóng tại Đông Pakistan ký vào văn kiện đầu hàng. Vào thời điểm đó, chỉ có vài quốc gia công nhận ngoại giao Bangladesh. Trên 93.000 binh sĩ Pakistan đầu hàng lực lượng Ấn Độ, khiến đây trở thành cuộc đầu hàng lớn nhất kể từ Chiến tranh thế giới thứ hai. Bangladesh tìm cách gia nhập Liên Hợp Quốc và nhận hầu hết phiếu ủng hộ, song Trung Quốc phủ quyết điều này do Pakistan là đồng minh chủ chốt của họ. Mãi đến năm 1974, sau khi Bangladesh được Pakistan công nhận, Trung Quốc mới chấm dứt phủ quyết và cho phép nước này gia nhập. Hoa Kỳ cũng là một đồng minh chủ chốt của Pakistan và nằm trong số các quốc gia cuối cùng chấp thuận công nhận Bangladesh. Để đảm bảo cho một quá trình chuyển tiếp êm thấm, Ấn Độ và Pakistan ký kết Hiệp định Simla năm 1972. Hiệp định đảm bảo rằng Pakistan công nhận tình trạng độc lập của Bangladesh để đổi lấy các tù binh chiến tranh Pakistan. Ấn Độ đối xử với các tù nhân chiến tranh này theo Công ước Genève có từ năm 1925. Ấn Độ phóng thích trên 93.000 tù binh chiến tranh Pakistan trong năm tháng.
Hơn nữa, như một cử chỉ thiện chí, Ấn Độ xá tội cho gần 200 quân nhân bị người Bengal cáo buộc phạm tội ác chiến tranh. Theo hiệp định, Ấn Độ trao trả 13.000 km2 (5.019 dặm vuông Anh) mà họ đoạt được tại Tây Pakistan trong chiến tranh, song Ấn Độ vẫn giữ lại một vài khu vực có tính chiến lược;
Trước chiến bại và một nửa quốc gia ly khai, giới lãnh đạo quân sự và dân sự Pakistan sửng sốt. Chế độ độc tài của Yahya Khan sụp đổ và mở đường cho Zulfikar Ali Bhutto nắm quyền lực. Tướng Niazi bị nghi ngờ và khinh miệt khi ông trở về Pakistan. Chiến tranh cũng bộc lộ nhược điểm của học thuyết chiến lược mà Pakistan tuyên bố, đó là "bảo vệ Đông Pakistan nằm tại Tây Pakistan".